# Черч-Рок (Нью-Мексико)
Черч-Рок (англ. Church Rock)  Кінліцосініл (навах. Kinłitsosinil)— переписна місцевість (CDP) в США, в окрузі Маккінлі штату Нью-Мексико. Населення — 1542 особи (2020).

## Географія
Черч-Рок розташований за координатами 35°31′50″ пн. ш. 108°37′5″ зх. д. / 35.53056° пн. ш. 108.61806° зх. д. (35.530553, -108.618125).  За даними Бюро перепису населення США в 2010 році переписна місцевість мала площу 6,05 км², з яких 5,98 км² — суходіл та 0,07 км² — водойми.

## Демографія
Згідно з переписом 2010 року, у переписній місцевості мешкало 1128 осіб у 290 домогосподарствах у складі 249 родин. Густота населення становила 186 осіб/км².  Було 321 помешкання (53/км²).
Расовий склад населення:
| - 98,7 % — корінних американців - 0,4 % — білих - 0,3 % — чорних або афроамериканців |

До двох чи більше рас належало 0,6 %. Частка іспаномовних становила 3,6 % від усіх жителів.
За віковим діапазоном населення розподілялося таким чином: 34,6 % — особи молодші 18 років, 58,4 % — особи у віці 18—64 років, 7,0 % — особи у віці 65 років та старші. Медіана віку мешканця становила 27,4 року. На 100 осіб жіночої статі у переписній місцевості припадало 87,4 чоловіків;  на 100 жінок у віці від 18 років та старших — 84,5 чоловіків також старших 18 років.
Середній дохід на одне домашнє господарство  становив 41 985 доларів США (медіана — 24 938), а середній дохід на одну сім'ю — 48 147 доларів (медіана — 36 932). За межею бідності перебувало 40,0 % осіб, у тому числі 54,6 % дітей у віці до 18 років та 21,6 % осіб у віці 65 років та старших.
Цивільне працевлаштоване населення становило 334 особи. Основні галузі зайнятості: освіта, охорона здоров'я та соціальна допомога — 41,0 %, мистецтво, розваги та відпочинок — 20,7 %, роздрібна торгівля — 13,8 %, публічна адміністрація — 7,8 %.